# Ортуй
Орту́й (бур. Урта) — село в Могойтуйском районе Агинского Бурятского округа Забайкальского края. Административный центр сельского поселения «Ортуй». Место рождения Пятого Ганжарвын Гэгээна.

## География
Расположено на юго-востоке района, на левом берегу Онона, в пади Ортуй (Орта), в 80 км к юго востоку от административного центра района — посёлка Могойтуй.

## Население
| 1989 | 2002  | 2010  | 2012 | 2013 | 2014 | 2015 |
| ---- | ----- | ----- | ---- | ---- | ---- | ---- |
| 1298 | ↘1166 | ↘1020 | ↘960 | ↘946 | ↘942 | ↘913 |
| 2016 | 2017  | 2018  | 2019 | 2020 | 2021 |      |
| ↘886 | ↘874  | ↘844  | ↘836 | ↘812 | ↗825 |      |

## Экономика
- колхоз «Улан-Одон»

## Социально значимые объекты
- средняя школа, детский сад, Дом культуры, больница.

## Достопримечательности
1. Ступа Ганжарвын Гэгээну-V.
2. Краеведческий «Музей села Ортуй». Основатель музея — учитель бурятского языка Долгор-Ханда Абидуевна Рабданова, заслуженный учитель РСФСР, отличник народного просвещения.
3. Сопка «Мануухай».
4. Сопка «Тэнхэхын обоо».
5. «Тогоон Хонхор» — углубление, место падения метеорита. По поверьям, выброшенная грудь Бальжин-Хатан, которую она отрезала у себя убегая от преследователей.
6. Местность «Самииха».

## Известные уроженцы
Даша-Дондог Жалсараев (1927—1973) — Заслуженный артист Бурятской АССР (1967), композитор, поэт-песенник, актёр, режиссёр.